# آگره
آگره (انگلیسی: Agra، هندی: आगरा) سومین شهر بزرگ در ایالت اوتار پرادش در هندوستان است. این شهر در کنار رودخانه یامونا (جمنا) قرار گرفته و از دهلی پایتخت هند، با خودرو تنها دو ساعت و نیم، با قطار ۴ ساعت و با هواپیما ۳۰ دقیقه فاصله دارد.
نام آگره به شکل «آگرهبانا» نخستین بار در کتاب حماسی ماهابهاراتا آمده و معناشناسان آن را «پردیس» یا «بهشت» معرفی کرده‌اند. در قرن‌های ۱۶ یا ۱۷ میلادی آگره به راستی تمثالی از پردیس در روی زمین شده بود.
آگره در زمان حکومت اکبر کبیر، جهانگیر و شاه جهان اهمیت زیادی یافت. این شهر پایتخت حکومت اکبر، پادشاه بزرگ امپراتوری مغولی هند یا گورکانیان بوده و در آن زمان تبدیل به مرکز هنر، فرهنگ، تجارت و یادگیری کشور پهناور هندوستان گردید. از این رو در گذشته این شهر را اکبرآباد می‌نامیدند.

## جغرافیا
مساحت آگره ۱٬۸۰۰ و جمعیت آن بیش از ۱٬۴۰۰٬۰۰۰ نفر (در سال ۲۰۰۱) می‌باشد. ارتفاع آن از سطح دریا ۱۷۱ متر است و در مورد وضعیت کلی آب و هوای شهر آگره می‌توان گفت بهترین آب و هوا را از اکتبر تا مارس دارد و در تابستان هوا حدوداً بین ۲۲ تا ۴۵ درجه و زمستان ۴ تا ۳۱ درجه‌است.

## تاریخچه

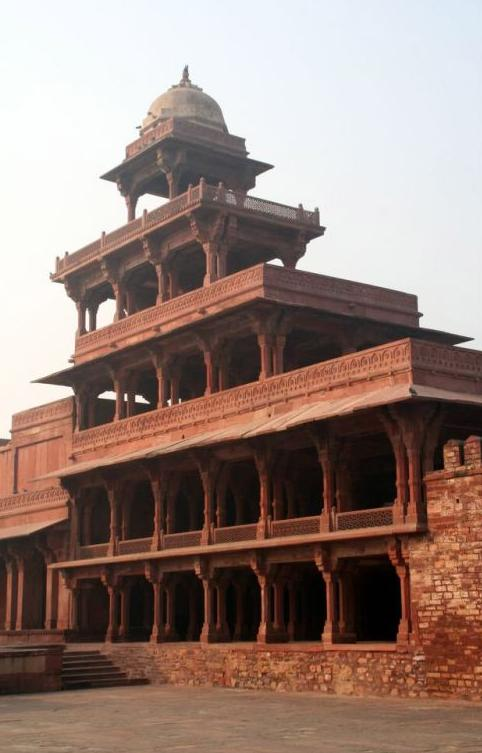
پنج محل درفاتح پور سیکری

آگره در سدهٔ ۱۶ میلادی توسط سکندر لودی (سلطان دهلی از دودمان پشتون تبار لودی متوفی به سال ۱۵۱۷) بنا و نامگذاری شد. سپس بابر مؤسس سلسله امپراتوری مغولی هند برای مدتی در آگره ماند و ساخت باغ‌هایی چهار گوش به سبک باغ‌های ایرانی را در آنجا مرسوم کرد. اکبر در این شهر قلعه آگره را ساخت و جهانگیر آن را با کاخ‌ها و باغ‌های بسیار زیبا مزین کرد. همچنین شاه جهان با ساخت تاج محل شهرتی عالمگیر برای این شهر به ارمغان آورد. هم‌اکنون این شهر از مراکز گردشگری هند به‌شمار می‌رود.
آگره با نام «اکبرآباد» پایتخت شاهانی چون اکبر، جهانگیر و شاه‌جهان بوده که زبان مادری‌شان فارسی بود و در گسترش زبان فارسی در شبه‌قاره هند کوشیدند و کامیار بودند. نخستین باغ معروف به «باغ‌های پارسی» در کرانه رود یامونا در همین شهر شکل گرفت و سازندهٔ آن شاه بابر بود. نام خاص این باغ ایرانی آرام باغ است.
اکبرشاه، نوهٔ بابر، قلعه لعل را ساخت و آگره را به مرکز هنری، بازرگانی و مذهبی تبدیل کرد. شهرک فاتح پورسیکری در حومهٔ آگره هم از میراث اکبر است. باغ‌های سبز و انبوه قلعه سرخ بازمانده از جهانگیر، پسر اکبر مغول است.
و اما شاه‌جهان با علاقه‌ای که به هنر معماری داشت، به آگره و هندوستان ساختمانی را تقدیم کرد که همین حالا هم درخشان‌ترین نگین تاج سر هند محسوب می‌شود. شاه‌جهان پایتخت‌اش را به دهلی منتقل کرد؛ اما پسرش اورنگ‌زیب دوباره به اکبرآباد برگشت و پدرش را به زندان قلعه سرخ انداخت. بعد از مدتی، سال ۱۶۵۳، پایتخت اورنگ زیب به شهر اورنگ‌آباد در فلات دکان هند کوچید و تا پایه‌های امپراتوری بابری یا مغول هند به لرزه افتاد، اکبرآباد تحت نفوذ قوم‌های ماراتها و جاث واقع شد و آگره نام گرفت و از سال ۱۸۰۳ میلادی تسلیم امپراتوری بریتانیا شد.

## مراکز تاریخی و دیدنی منطقه آگره

### تاج محل

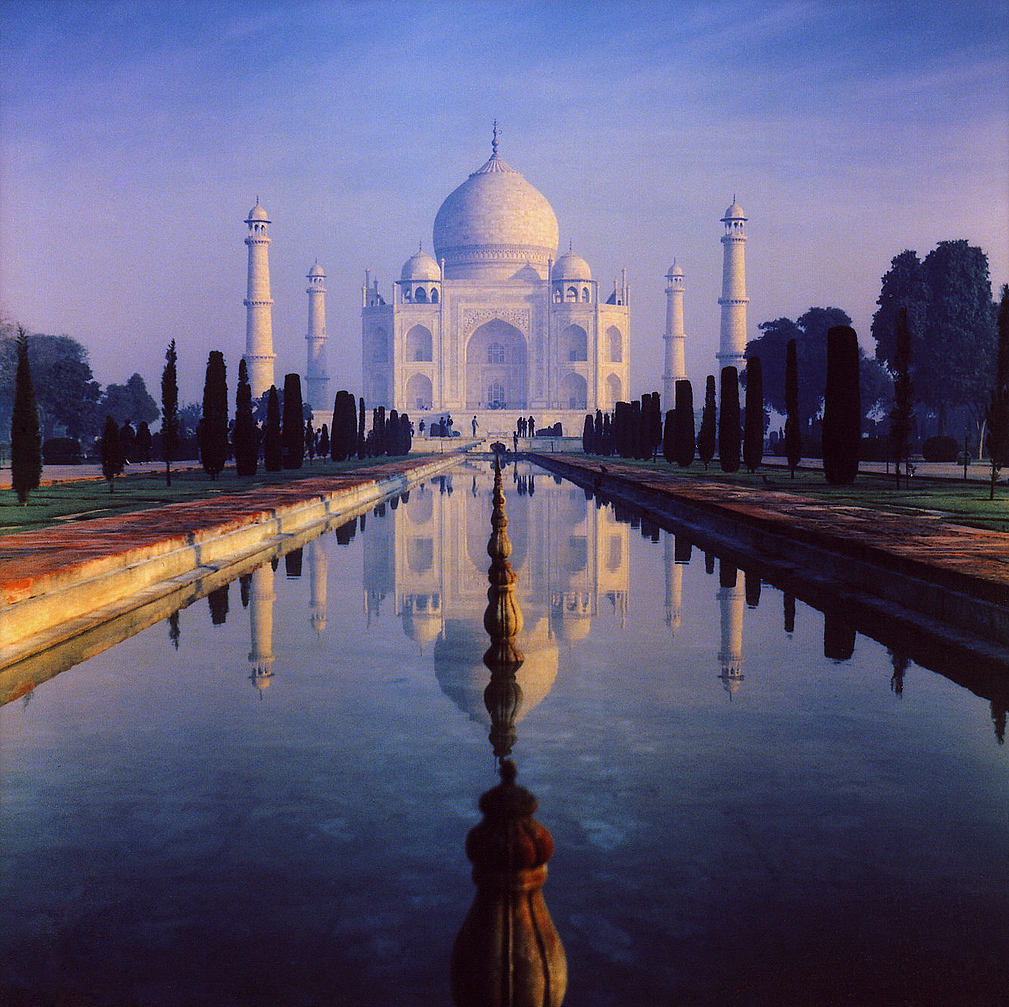
تاج محل

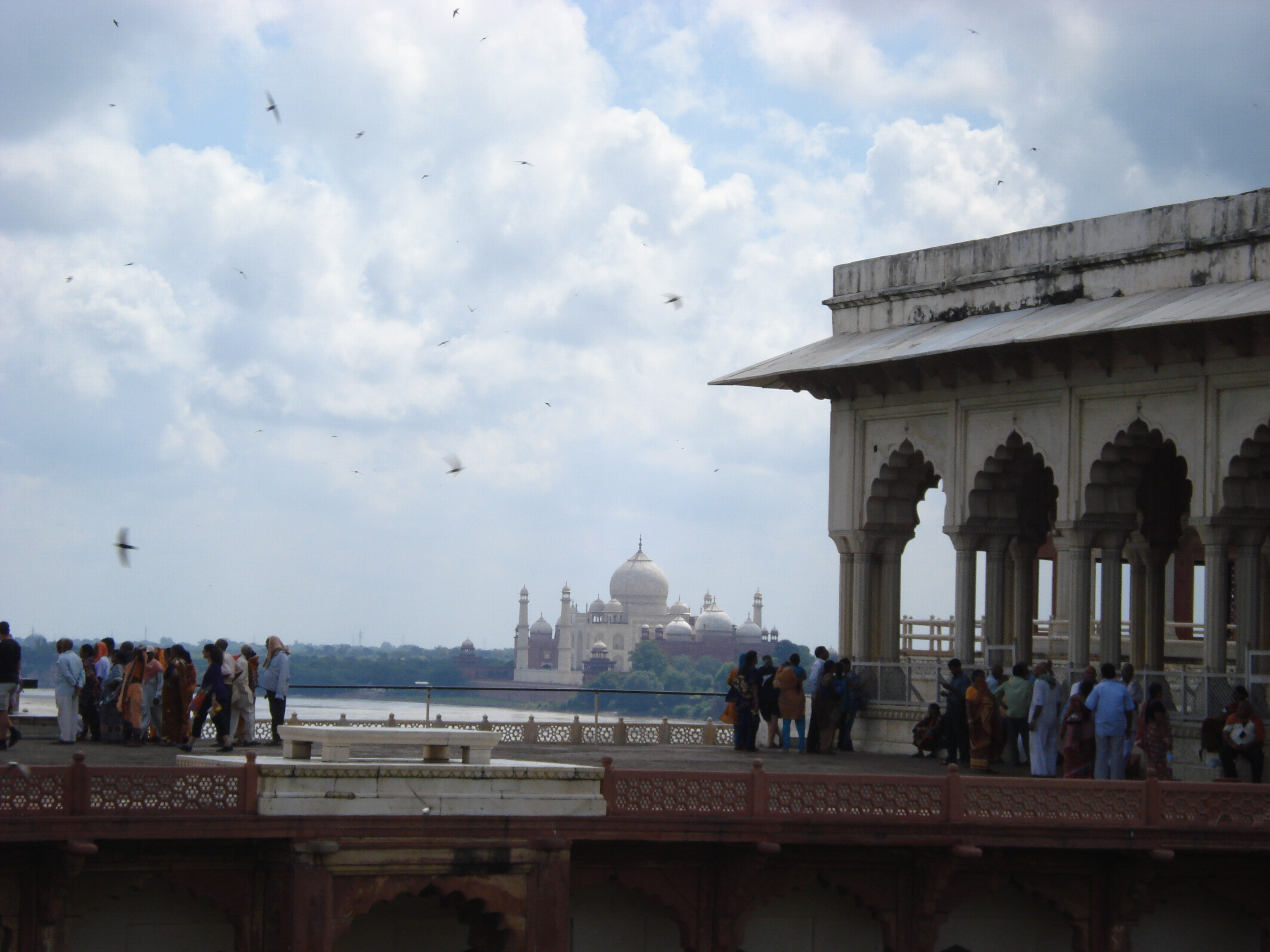
Persian in script tajmahal2

این بنای مهم با معماری ایرانی در خور توجه خود به عنوان مهم‌ترین بنای تاریخی هند و یکی از عجایب هفتگانه جدید شهرت جهانی دارد. تاج‌محل که بنای یادبود ملکهٔ ایرانی‌تبار ممتاز محل است، سال ۱۶۴۸ میلادی ساخته شد و خود شاه‌جهان هم در طرح‌ریزی ساختمان آن نقش مستقیم داشت و در نهایت هم همان‌جا خاک شد.

### قلعهٔ لعل

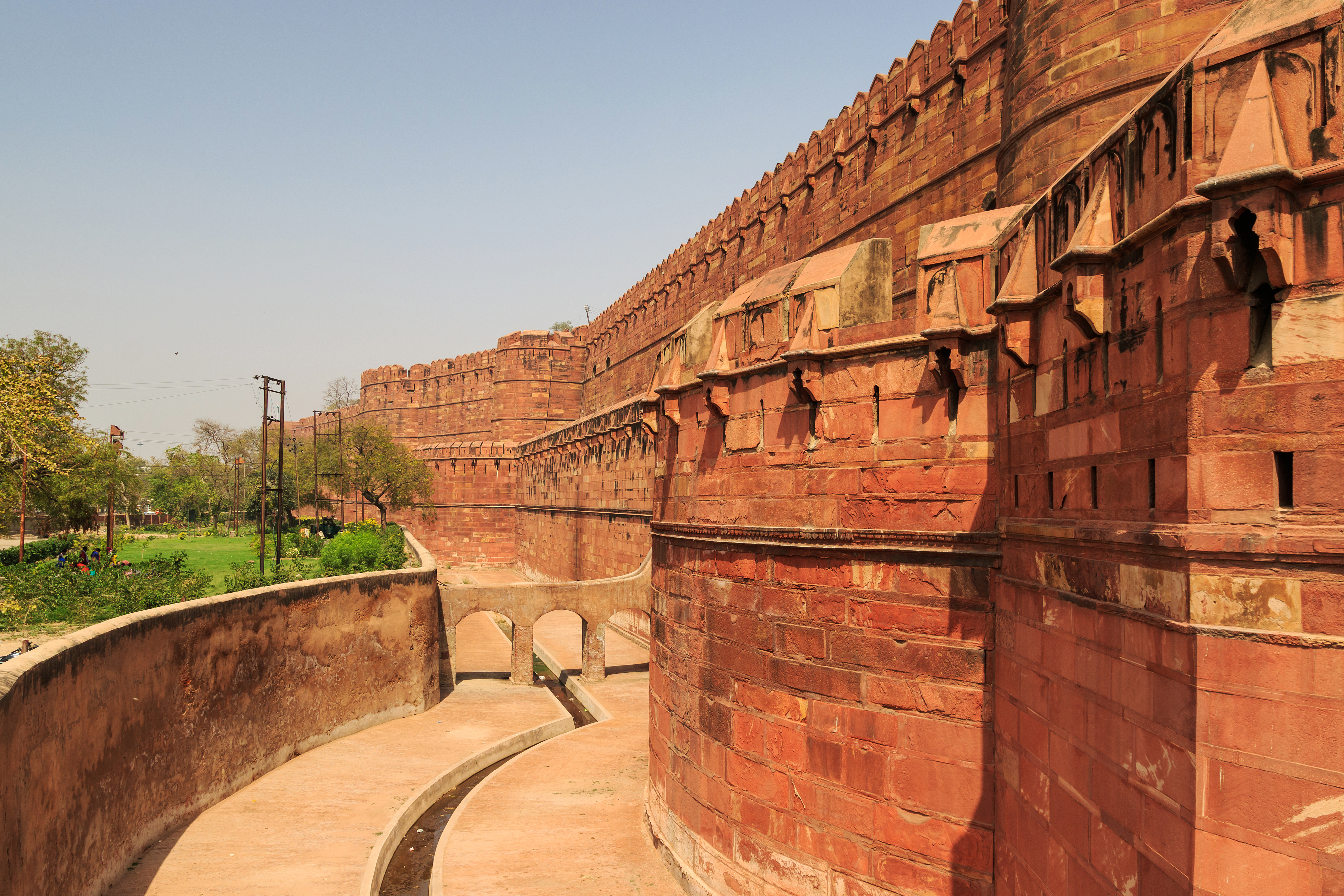
قلعهٔ آگره

قلعهٔ آگره که همچنین به حصار سرخ و برای سرخی ان به لعل قلعه نیز مشهور است - توسط اکبر امپراتور بزرگ گورکانی ساخته شد. حیاط پر پیچ و خم، مسجد و تالار اختصاصی قلعه عظمت امپراتوری گورکانیان هند را منعکس می‌کند. مسجد موتی (موتی به معنی مروارید) و برج یاسمین نشان دهنده مهارت صنعتگران و معماران آن روزگار هند هستند. این بنا را با قلعه دیگری که به همین نام قلعه سرخ یا ردفورت مشهور است و در دهلی است نباید اشتباه گرفت.

### فاتح‌پور سیکری
فاتح‌پور سیکری به معنی «شهر پیروزی» شهر متروکه امپراتور اکبر که در نزدیکی آگره واقع است. تالار شنوندگان، مکان‌ها و مسجدها هنوز هم کاملاً سالم و در وضعیت مطلوب هستند که از جمله می‌توان پنج محل و بلنددروازه را نام برد. در محوطهٔ مسجد جامع، آرامگاه شیخ سلیم چشتی واقع است و در واقع، اکبر شاه گورکانی شهر فاتح پور سیکری را به خاطر همین صوفی معروف مکتب چیستی هند پایه گذاشته بود.

### سیکاندرا

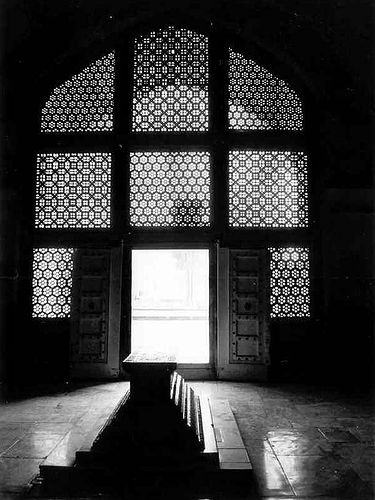
سیکاندرا آرامگاه اکبرشاه

سیکاندرا آرامگاه جلال‌الدین محمد اکبر سومین و بزرگترین پادشاه سلسله گورکانیان هند است. این بنا با ماسه سنگ قرمز ساخته شده و با مرمر جواهر نشان شده‌است. اکبر به این رنگ از سنگ بسیار علاقه داشت و اغلب بناهای ساخته شده در زمان او با این مصالح ساخته شده‌است.

### مراکز تاریخی دیگر
از دیگر مراکز تاریخی و دیدنی منطقه آگره می‌توان آرامگاه اعتمادالدوله که ملکه نور جهان برای پدر خود که صدراعظم دربار جهانگیر بود ساخت، مسجد جامع آگره، چینی کا روضه، باغ رام، سوامی باغ صمد، آرامگاه مریم یکی از زنان اکبر و باغ مهتاب را نام برد.